# Psaume 38 (37)
Le psaume 38 (37 selon la numérotation grecque) fait partie des sept psaumes pénitentiels. Il est attribué au roi David et exprime la supplication du pénitent vers Dieu.

## Texte
| verset | original hébreu                                                 | traduction française de Louis Segond | Vulgate latine |
| ------ | --------------------------------------------------------------- | --- | --- |
| 1      | מִזְמוֹר לְדָוִד לְהַזְכִּיר                                               | [Psaume de David. Pour souvenir.] | [psalmus David in rememorationem de sabbato]                                                                                  |
| 2      | יְהוָה--אַל-בְּקֶצְפְּךָ תוֹכִיחֵנִי; וּבַחֲמָתְךָ תְיַסְּרֵנִי                           | Éternel ! ne me punis pas dans ta colère, et ne me châtie pas dans ta fureur.                                                                       | Domine ne in furore tuo arguas me neque in ira tua corripias me                                                               |
| 3      | כִּי-חִצֶּיךָ, נִחֲתוּ בִי; וַתִּנְחַת עָלַי יָדֶךָ                                 | Car tes flèches m’ont atteint, et ta main s’est appesantie sur moi.                                                                                 | Quoniam sagittae tuae infixae sunt mihi et confirmasti super me manum tuam                                                    |
| 4      | אֵין-מְתֹם בִּבְשָׂרִי, מִפְּנֵי זַעְמֶךָ; אֵין-שָׁלוֹם בַּעֲצָמַי, מִפְּנֵי חַטָּאתִי            | Il n’y a rien de sain dans ma chair à cause de ta colère, il n’y a plus de vigueur dans mes os à cause de mon péché.                                | Non est sanitas carni meae a facie irae tuae non est pax ossibus meis a facie peccatorum meorum                               |
| 5      | כִּי עֲו‍ֹנֹתַי, עָבְרוּ רֹאשִׁי; כְּמַשָּׂא כָבֵד, יִכְבְּדוּ מִמֶּנִּי                       | Car mes iniquités s’élèvent au-dessus de ma tête ; comme un lourd fardeau, elles sont trop pesantes pour moi.                                       | Quoniam iniquitates meae supergressae sunt caput meum sicut onus grave gravatae sunt super me                                 |
| 6      | הִבְאִישׁוּ נָמַקּוּ, חַבּוּרֹתָי: מִפְּנֵי, אִוַּלְתִּי                                | Mes plaies sont infectes et purulentes, par l’effet de ma folie.                                                                                    | Putruerunt et corruptae sunt cicatrices meae a facie insipientiae meae                                                        |
| 7      | נַעֲוֵיתִי שַׁחֹתִי עַד-מְאֹד; כָּל-הַיּוֹם, קֹדֵר הִלָּכְתִּי                          | Je suis courbé, abattu au dernier point ; tout le jour je marche dans la tristesse.                                                                 | Miser factus sum et curvatus sum usque ad finem tota die contristatus ingrediebar                                             |
| 8      | כִּי-כְסָלַי, מָלְאוּ נִקְלֶה; וְאֵין מְתֹם, בִּבְשָׂרִי                             | Car un mal brûlant dévore mes entrailles, et il n’y a rien de sain dans ma chair.                                                                   | Quoniam lumbi mei impleti sunt inlusionibus et non est sanitas in carne mea                                                   |
| 9      | נְפוּגוֹתִי וְנִדְכֵּיתִי עַד-מְאֹד; שָׁאַגְתִּי, מִנַּהֲמַת לִבִּי                        | Je suis sans force, entièrement brisé ; le trouble de mon cœur m’arrache des gémissements.                                                          | Adflictus sum et humiliatus sum nimis rugiebam a gemitu cordis mei                                                            |
| 10     | אֲדֹנָי, נֶגְדְּךָ כָל-תַּאֲוָתִי; וְאַנְחָתִי, מִמְּךָ לֹא-נִסְתָּרָה                       | Seigneur ! tous mes désirs sont devant toi, et mes soupirs ne te sont point cachés.                                                                 | Domine ante te omne desiderium meum et gemitus meus a te non est absconditus                                                  |
| 11     | לִבִּי סְחַרְחַר, עֲזָבַנִי כֹחִי; וְאוֹר-עֵינַי גַּם-הֵם, אֵין אִתִּי                  | Mon cœur est agité, ma force m’abandonne, et la lumière de mes yeux n’est plus même avec moi.                                                       | Cor meum conturbatum est dereliquit me virtus mea et lumen oculorum meorum et ipsum non est mecum                             |
| 12     | אֹהֲבַי, וְרֵעַי--מִנֶּגֶד נִגְעִי יַעֲמֹדוּ; וּקְרוֹבַי, מֵרָחֹק עָמָדוּ                  | Mes amis et mes connaissances s’éloignent de ma plaie, et mes proches se tiennent à l’écart.                                                        | Amici mei et proximi mei adversus me adpropinquaverunt et steterunt et qui iuxta me erant de longe steterunt                  |
| 13     | וַיְנַקְשׁוּ, מְבַקְשֵׁי נַפְשִׁי, וְדֹרְשֵׁי רָעָתִי, דִּבְּרוּ הַוּוֹת; וּמִרְמוֹת, כָּל-הַיּוֹם יֶהְגּוּ | Ceux qui en veulent à ma vie tendent leurs pièges ; ceux qui cherchent mon malheur disent des méchancetés, et méditent tout le jour des tromperies. | Et vim faciebant qui quaerebant animam meam et qui inquirebant mala mihi locuti sunt vanitates et dolos tota die meditabantur |
| 14     | וַאֲנִי כְחֵרֵשׁ, לֹא אֶשְׁמָע; וּכְאִלֵּם, לֹא יִפְתַּח-פִּיו                          | Et moi, je suis comme un sourd, je n’entends pas ; je suis comme un muet, qui n’ouvre pas la bouche.                                                | Ego autem tamquam surdus non audiebam et sicut mutus non aperiens os suum                                                     |
| 15     | וָאֱהִי--כְּאִישׁ, אֲשֶׁר לֹא-שֹׁמֵעַ; וְאֵין בְּפִיו, תּוֹכָחוֹת                       | Je suis comme un homme qui n’entend pas, et dans la bouche duquel il n’y a point de réplique.                                                       | Et factus sum sicut homo non audiens et non habens in ore suo redargutiones                                                   |
| 16     | כִּי-לְךָ יְהוָה הוֹחָלְתִּי; אַתָּה תַעֲנֶה, אֲדֹנָי אֱלֹהָי                          | Éternel ! c’est en toi que j’espère ; tu répondras, Seigneur, mon Dieu !                                                                            | Quoniam in te Domine speravi tu exaudies Domine Deus meus                                                                     |
| 17     | כִּי-אָמַרְתִּי, פֶּן-יִשְׂמְחוּ-לִי; בְּמוֹט רַגְלִי, עָלַי הִגְדִּילוּ                    | Car je dis : Ne permets pas qu’ils se réjouissent à mon sujet, qu’ils s’élèvent contre moi, si mon pied chancelle !                                 | Quia dixi nequando supergaudeant mihi inimici mei et dum commoventur pedes mei super me magna locuti sunt                     |
| 18     | כִּי-אֲנִי, לְצֶלַע נָכוֹן; וּמַכְאוֹבִי נֶגְדִּי תָמִיד                            | Car je suis près de tomber, et ma douleur est toujours devant moi.                                                                                  | Quoniam ego in flagella paratus et dolor meus in conspectu meo semper                                                         |
| 19     | כִּי-עֲו‍ֹנִי אַגִּיד; אֶדְאַג, מֵחַטָּאתִי                                      | Car je reconnais mon iniquité, je suis dans la crainte à cause de mon péché.                                                                        | Quoniam iniquitatem meam adnuntiabo et; cogitabo pro peccato meo                                                              |
| 20     | וְאֹיְבַי, חַיִּים עָצֵמוּ; וְרַבּוּ שֹׂנְאַי שָׁקֶר                                 | Et mes ennemis sont pleins de vie, pleins de force ; ceux qui me haïssent sans cause sont nombreux.                                                 | Inimici autem mei vivent et firmati sunt super me et multiplicati sunt qui oderunt me inique                                  |
| 21     | וּמְשַׁלְּמֵי רָעָה, תַּחַת טוֹבָה-- יִשְׂטְנוּנִי, תַּחַת רדופי- (רָדְפִי-) טוֹב          | Ils me rendent le mal pour le bien ; ils sont mes adversaires, parce que je recherche le bien.                                                      | Qui retribuunt mala pro bonis detrahebant mihi quoniam sequebar bonitatem                                                     |
| 22     | אַל-תַּעַזְבֵנִי יְהוָה: אֱלֹהַי, אַל-תִּרְחַק מִמֶּנִּי                              | Ne m’abandonne pas, Éternel ! Mon Dieu, ne t’éloigne pas de moi !                                                                                   | Non derelinquas me Domine Deus meus ne discesseris a me                                                                       |
| 23     | חוּשָׁה לְעֶזְרָתִי: אֲדֹנָי, תְּשׁוּעָתִי                                       | Viens en hâte à mon secours, Seigneur, mon salut !                                                                                                  | Intende in adiutorium meum Domine salutis meae                                                                                |

## Usages liturgiques

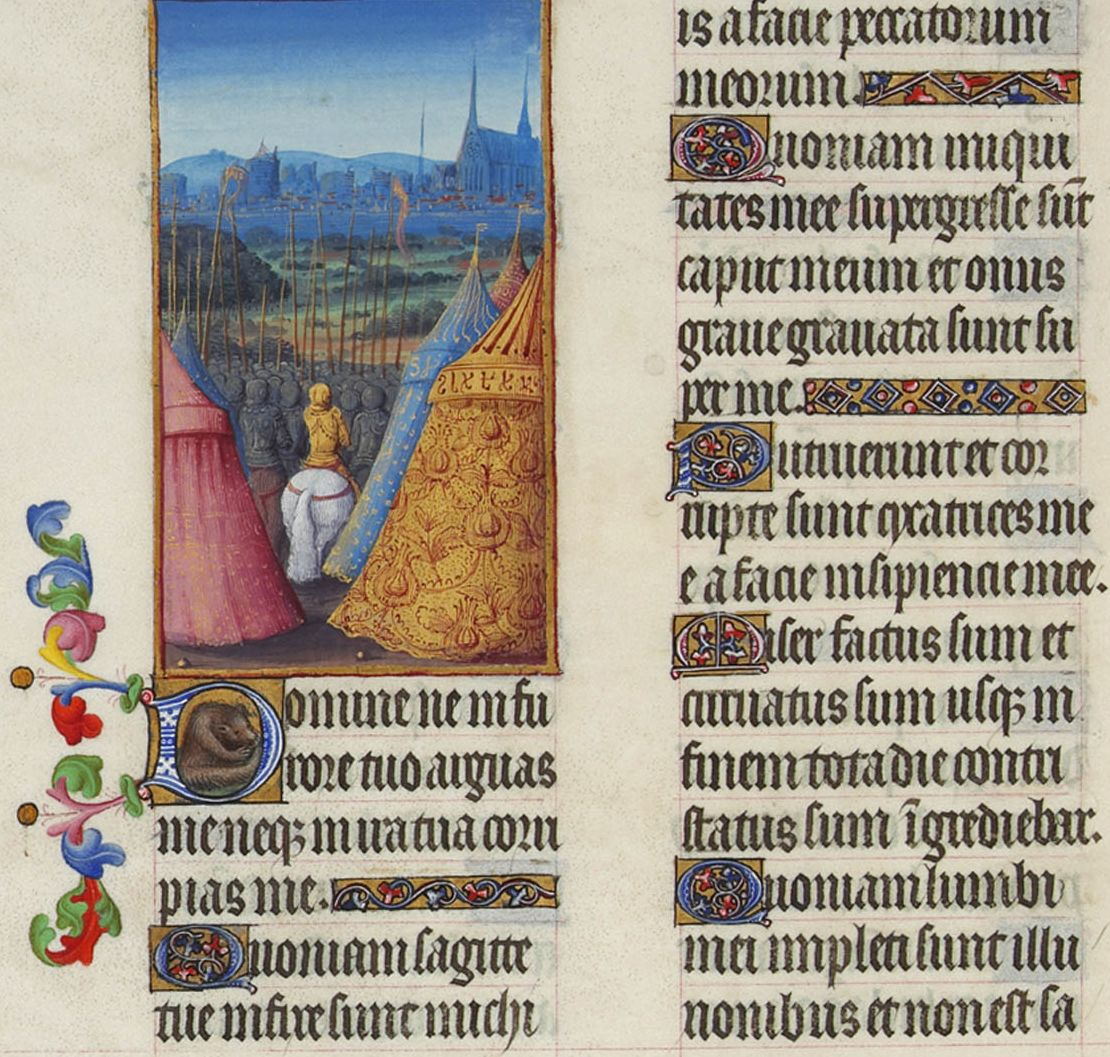
Miniature illustrant le psaume 38, Prière dans la détresse, dans Les Très Riches Heures du duc de Berry, musée Condé, ms.65, f.66v. Un paysage paisible en fond d’image menacé par une armée.

### Dans le judaïsme
Le verset 22 fait partie de la prière du tahanoun récitée le lundi et le jeudi.

### Dans le christianisme

#### Chez les catholiques
Dès vers 530, ce psaume était traditionnellement exécuté auprès des monastères, aux matines du lundi, selon la distribution de saint Benoît de Nursie,.
De nos jours, le psaume 38 est récité au cours de la liturgie des Heures le vendredi de la deuxième semaine, lors de l'office des lectures.